# Lliga de Campions Femenina de la UEFA 2014-15
La Liga de Campions Femenina de la UEFA 2014-15 va ser l'edició número catorze de la competició per a clubs femenins de la UEFA. El 1.FFC Frankfurt va guanyar el seu quart títol derrotant a la final al PSG, que va jogar la seaua primera final després d'eliminar el vigent campió, el Wolfsburg, a les semifinals.

## Fase previa
| Grup A             | Grup A | Grup B               | Grup B | Grup C           | Grup C | Grup D               | Grup D |
| ------------------ | ------ | -------------------- | ------ | ---------------- | ------ | -------------------- | ------ |
| FC Zürich          | 9      | Raheny United        | 9      | MTK Budapest     | 9      | Glasgow City         | 9      |
| Konak Belediyespor | 6      | Olimpia Cluj         | 6      | ZNK Pomurje      | 6      | Zhytlobud Kharkiv    | 6      |
| FK Minsk           | 4      | NSA Sofia            | 3      | Pärnu JK         | 3      | Glentoran FC         | 3      |
| FS Riga            | 0      | Paola Hibernians     | 0      | Ekonomist Niksic | 0      | Union Nové Zamký     | 0      |
| Grup E             | Grup E | Grup F               | Grup F | Grup G           | Grup G | Grup H               | Grup H |
| ZNK Osijek         | 9      | Apollon Limassol     | 7      | Medyk Konin      | 9      | Atlético Ouriense    | 6      |
| Spartak Subotica   | 6      | Gintra Universitetas | 6      | SFK Sarajevo     | 6      | Standard Lieja       | 6      |
| Amazones Dramas    | 3      | Vllaznia Shkoder     | 4      | Aland United     | 3      | ASA Tel Aviv         | 3      |
| Goliador Chisinau  | 0      | KI Klaksvík          | 0      | ZFK Kocani       | 0      | Cardiff Metropolitan | 3      |

## Eliminatòries finals
| Setzens de final         | Setzens de final | Setzens de final | Setzens de final     | Setzens de final | Setzens de final    | Setzens de final | Setzens de final | Setzens de final    | Setzens de final | Setzens de final |
| ------------------------ | ---------------- | ---------------- | -------------------- | ---------------- | ------------------- | ---------------- | ---------------- | ------------------- | ---------------- | ---------------- |
| Slavia Praga             | 0-1              | 0-3              | FC Barcelona         |                  | MTK Budapest        | 1-2              | 2-2              | SV Neulengbach (pr) |                  |                  |
| Raheny United            | 0-4              | 1-2              | Bristol Academy      |                  | Stabaek IF          | 0-1              | 1-2              | VfL Wolfsburg       |                  |                  |
| BIIK Kazygurt            | 2-2              | 0-4              | 1.FFC Frankfurt      |                  | Ryazan VDV          | 1-3              | 0-2              | FC Rosengard        |                  |                  |
| ZNK Pomurje              | 2-3              | 1-4              | Sassari Torres       |                  | Atlético Ouriense   | 0-3              | 0-6              | Fortuna Hjørring    |                  |                  |
| Liverpool FC             | 2-1              | 0-3              | Linköpings FC        |                  | ZNK Osijek          | 2-5              | 0-2              | FC Zürich           |                  |                  |
| Stjarnan Gardabaer       | 2-5              | 1-3              | Zvezda Perm          |                  | Medyk Konin         | 2-0              | 0-3              | Glasgow City (pr)   |                  |                  |
| Apollon Limassol         | 1-0              | 1-3              | Brøndby IF (pr)      |                  | FC Twente           | 1-2              | 0-1              | Paris Saint-Germain |                  |                  |
| (p) Gintra Universitetas | 1-1              | 1-1              | Sparta Praga         |                  | ACF Brescia         | 0-5              | 0-9              | Olympique Lió       |                  |                  |
| Vuitens de final         |                  |                  |                      |                  |                     |                  |                  |                     |                  |                  |
| FC Barcelona             | 0-1              | 1-1              | Bristol Academy      |                  | SV Neulengbach      | 0-4              | 0-7              | VfL Wolfsburg       |                  |                  |
| 1.FFC Frankfurt          | 5-0              | 4-0              | Sassari Torres       |                  | FC Rosengard        | 2-1              | 2-0              | Fortuna Hjørring    |                  |                  |
| Linköpings FC            | 5-0              | 0-3              | Zvezda Perm          |                  | FC Zürich           | 2-1              | 2-4              | Glasgow City        |                  |                  |
| Brøndby IF               | 5-0              | 0-2              | Gintra Universitetas |                  | Paris Saint-Germain | 1-1              | 1-0              | Olympique Lió       |                  |                  |
| Quarts de final          |                  |                  |                      |                  |                     |                  |                  |                     |                  |                  |
| Bristol Academy          | 0-5              | 0-7              | 1.FFC Frankfurt      |                  | (gd) VfL Wolfsburg  | 1-1              | 3-3              | FC Rosengard        |                  |                  |
| Linköpings FC            | 0-1              | 1-1              | Brøndby IF           |                  | Glasgow City        | 0-2              | 0-5              | Paris Saint-Germain |                  |                  |
| Semifinals               |                  |                  |                      |                  |                     |                  |                  |                     |                  |                  |
| 1.FFC Frankfurt          | 7-0              | 6-0              | Brøndby IF           |                  | VfL Wolfsburg       | 0-2              | 2-1              | Paris Saint-Germain |                  |                  |
| Final                    |                  |                  |                      |                  |                     |                  |                  |                     |                  |                  |
|                          |                  |                  | 1.FFC Frankfurt      | 2-1              | Paris Saint-Germain |                  |                  |                     |                  |                  |